# Morteza Mahjoob
Morteza Mahjoob (né le 20 mars 1980 à Téhéran) est un joueur d’échecs iranien.

## Palmarès
Il remporte le championnat d'Iran d'échecs individuel à deux reprises en 2005-2006 et en 2008-2009. Il joue pour l’équipe nationale iranienne à six reprises lors des olympiades entre 2000 et 2010. Il participe également à cinq reprises au championnat d’échecs par équipes en Asie (entre 2003 et 2012) et à une reprise au championnat du monde par équipe, en 2001. Lors du Championnat du monde de la Fédération internationale des échecs 2004, il est battu au premier tour par Azmaiparashvili.
En 2007, il complète toutes ses normes de grand maître international et on obtient le titre. Depuis 2016, il est également entraîneur FIDE.

## Record du monde de parties simultanées
Le 13 août 2009, à Téhéran, il établit un record du monde du plus grand nombre de parties simultanées jouées : il affronte 500 adversaires en 18 heures. Il remporte 397 rencontres, fait 90 nulles, et vers 13 parties .
Son record est battu par le Grand Maître israélien Alik Gershon le 21 octobre 2010, qui sera lui-même battu quelque temps plus tard.